# Verbi georgiani di 3ᵃ classe
Questa voce tratta della morfologia dei verbi georgiani di 3ª classe.
Nella 3ª classe rientrano due tipi derivazionali: i verbi base e i denominativi. La sintassi è la stessa della 1ª classe, ma nella 3ª i verbi sono quasi sempre intransitivi iniziali, cioè privi di OD iniziale; di conseguenza mancano l'OD finale nelle serie I e II e l'S finale nella serie III, come illustrato nella tabella che segue.
|           | Argomenti finali | Argomenti finali | Argomenti finali | Fossili           |
| Soggetto  | Ogg. diretto     | Ogg. indiretto   |                  | Fossili           |
| --------- | ---------------- | ---------------- | ---------------- | ----------------- |
| I serie   | NOM              | *                | DAT              |                   |
| II serie  | ERG              | *                | DAT              |                   |
| III serie | *                |                  | (OIS) DAT        | (FOI) GEN + -tvis |

* Se transitivo iniziale: DAT in serie I, NOM in serie II, (SOD) NOM in serie III.
Nei verbi di 3ª classe il tema del presente è formato dalla radice ed eventualmente dal suffisso tematico, che può essere -eb, -ob, -av o -i. Se la forma è assoluta, la vocale tematica è tipicamente assente (esistono però sporadiche eccezioni con la vocale tematica i- nella sottoserie del presente, ad es. იცინის [i-tsin-i-s] "ride").
Il tema del futuro è formato a partire dal tema del presente sostituendo l'eventuale suffisso tematico con -eb e aggiungendo la vocale preradicale i-. Il tema dell'aoristo si ottiene sottraendo -eb al tema del futuro.
Nella serie del perfetto il tema coincide con la sola radice (diversamente dai verbi di 1ª classe in -eb a radice vocalica, in cui il suffisso tematico viene conservato). È inoltre opzionale l'aggiunta di un infisso nasale -n- subito dopo la radice.
| Serie    | Tema                |
| -------- | ------------------- |
| Presente | i + RAD + suff.tem. |
| Futuro   | i + RAD + eb        |
| Aoristo  | i + RAD             |
| Perfetto | i + RAD (+ n)       |

In alcuni verbi la radice subisce delle alterazioni nel passaggio dalla sottoserie del presente a quella del futuro, spesso nella forma di un ampliamento. In tal caso la radice del futuro viene utilizzata anche nei temi dell'aoristo e del perfetto (si veda anche la sezione #Suppletivismo).
Il preverbo non ha un uso sistematico come nella 1ª e nella 2ª classe; viene aggiunto sporadicamente per aggiungere all'azione alcune particolari sfumature semantiche (si veda #Uso del preverbo).
Nelle serie I e II, i verbi relativi possono marcare l'OI in due modi:
- con la serie u-, quando esiste anche una corrispondente forma assoluta, ad esempio in უყეფს [u-q'ep-s] "abbaia a qualcuno" (ass. ყეფს [q'ep-s] "abbaia");
- con la serie h- nella sottoserie del presente e con la serie u- altrove, quando il significato del verbo implica la presenza di un OI e di conseguenza manca una corrispondente forma assoluta (oppure la forma assoluta è usata solo nella sottoserie del presente), ad esempio ჰყარაულობს [h-q'araul-ob-s] "fa la guardia a qualcuno", fut. უყარაულებს [u-q'araul-eb-s].

Nella serie III tutti i verbi diventano relativi a causa dell'inversione. La marcatura di OIS avviene obbligatoriamere con la serie u- nel perfetto e con la serie e- nel piuccheperfetto. I verbi che erano bivalenti declassano il vecchio OI a fossile e lo indicano con la posposizione -tvis.

## Serie del presente/futuro
Il presente si forma aggiungendo al tema del presente i soli marcatori del gruppo v-, con -s alla III s e -en alla III pl (si usa però -an se il suff.tem. è -i, ad es. ტირის [t'ir-i-s] "piange" → ტირიან [t'ir-i-an], esattamente come nella 1ᵃ classe).
L'imperfetto e il congiuntivo presente sono caratterizzati:
- dal marcatore dell'imperfetto -d in tutte le persone, tranne nei verbi con suff.tem. -i, i quali, diversamente dalla 1ᵃ classe,[8] perdono il suff.tem. e prendono -od (ad es. ტირის [t'ir-i-s] → impf. ტიროდა [t'ir-Ø-od-a], cong.pres. ტიროდეს [t'ir-Ø-od-e-s]);
- dal marcatore dello screeve -i nelle I e II persone dell'imperfetto;
- dal marcatore dello screeve -e in tutte le persone del congiuntivo presente, tranne la III pl.

Il suffisso della III s è -a nell'imperfetto e -s nel congiuntivo presente, quello della III pl è -nen in entrambi gli screeve.
|           | Presente | Presente     |               | Imperfetto      | Imperfetto      |                 | Congiuntivo presente | Congiuntivo presente |
| Singolare | Plurale  | Singolare    | Plurale       | Singolare       | Plurale         |                 |                      |                      |
| --------- | -------- | ------------ | ------------- | --------------- | --------------- | --------------- | -------------------- | -------------------- |
| I         | v ⎯⎯⎯⎯   | v ⎯⎯⎯⎯ t     |               | v ⎯⎯⎯⎯ (o)d-i   | v ⎯⎯⎯⎯ (o)d-i-t |                 | v ⎯⎯⎯⎯ (o)d-e        | v ⎯⎯⎯⎯ (o)d-e-t      |
| II        | v ⎯⎯⎯⎯   | v ⎯⎯⎯⎯ t     | v ⎯⎯⎯⎯ (o)d-i | v ⎯⎯⎯⎯ (o)d-i-t | v ⎯⎯⎯⎯ (o)d-e   | v ⎯⎯⎯⎯ (o)d-e-t |                      |                      |
| III       | v ⎯⎯⎯⎯ s | v ⎯⎯⎯⎯ en/an | v ⎯⎯⎯⎯ (o)d-a | v ⎯⎯⎯⎯ (o)d-nen | v ⎯⎯⎯⎯ (o)d-e-s | v ⎯⎯⎯⎯ (o)d-nen |                      |                      |

Il futuro, il condizionale e il congiuntivo futuro si formano aggiungendo gli stessi circonfissi della sottoserie del presente al tema del futuro. In questo caso tuttavia, poiché il suffisso tematico è sempre -eb, la III plurale è sempre in -en e il marcatore dell'imperfetto è sempre -d.
|           | Futuro   | Futuro    |            | Condizionale | Condizionale |              | Congiuntivo futuro | Congiuntivo futuro |
| Singolare | Plurale  | Singolare | Plurale    | Singolare    | Plurale      |              |                    |                    |
| --------- | -------- | --------- | ---------- | ------------ | ------------ | ------------ | ------------------ | ------------------ |
| I         | v ⎯⎯⎯⎯   | v ⎯⎯⎯⎯ t  |            | v ⎯⎯⎯⎯ d-i   | v ⎯⎯⎯⎯ d-i-t |              | v ⎯⎯⎯⎯ d-e         | v ⎯⎯⎯⎯ d-e-t       |
| II        | v ⎯⎯⎯⎯   | v ⎯⎯⎯⎯ t  | v ⎯⎯⎯⎯ d-i | v ⎯⎯⎯⎯ d-i-t | v ⎯⎯⎯⎯ d-e   | v ⎯⎯⎯⎯ d-e-t |                    |                    |
| III       | v ⎯⎯⎯⎯ s | v ⎯⎯⎯⎯ en | v ⎯⎯⎯⎯ d-a | v ⎯⎯⎯⎯ d-nen | v ⎯⎯⎯⎯ d-e-s | v ⎯⎯⎯⎯ d-nen |                    |                    |

La tabella che segue mostra la serie del presente/futuro di თამაშობს [tamash-ob-s] "gioca".
|          | Sottoserie del presente     | Sottoserie del presente          | Sottoserie del presente          | Sottoserie del futuro          | Sottoserie del futuro               | Sottoserie del futuro               |
| Presente | Imperfetto                  | Congiuntivo presente             | Futuro                           | Condizionale                   | Congiuntivo futuro                  |                                     |
| -------- | --------------------------- | -------------------------------- | -------------------------------- | ------------------------------ | ----------------------------------- | ----------------------------------- |
| I s      | ვთამაშობ [v-tamash-ob]      | ვთამაშობდი [v-tamash-ob-d-i]     | ვთამაშობდე [v-tamash-ob-d-e]     | ვითამაშებ [v-i-tamash-eb]      | ვითამაშებდი [v-i-tamash-eb-d-i]     | ვითამაშებდე [v-i-tamash-eb-d-e]     |
| II s     | ვთამაშობ v-[tamash-ob]      | ვთამაშობდი v-[tamash-ob-d-i]     | ვთამაშობდე v-[tamash-ob-d-e]     | ვითამაშებ v-[i-tamash-eb]      | ვითამაშებდი v-[i-tamash-eb-d-i]     | ვითამაშებდე v-[i-tamash-eb-d-e]     |
| III s    | ვთამაშობს v-[tamash-ob-s]   | ვთამაშობდა v-[tamash-ob-d-a]     | ვთამაშობდეს v-[tamash-ob-d-e-s]  | ვითამაშებს v-[i-tamash-eb-s]   | ვითამაშებდა v-[i-tamash-eb-d-a]     | ვითამაშებდეს v-[i-tamash-eb-d-e-s]  |
| I pl     | ვთამაშობთ [v-tamash-ob-t]   | ვთამაშობდით [v-tamash-ob-d-i-t]  | ვთამაშობდეთ [v-tamash-ob-d-e-t]  | ვითამაშებთ [v-i-tamash-eb-t]   | ვითამაშებდით [v-i-tamash-eb-d-i-t]  | ვითამაშებდეთ [v-i-tamash-eb-d-e-t]  |
| II pl    | ვთამაშობთ v-[tamash-ob-t]   | ვთამაშობდით v-[tamash-ob-d-i-t]  | ვთამაშობდეთ v-[tamash-ob-d-e-t]  | ვითამაშებთ v-[i-tamash-eb-t]   | ვითამაშებდით v-[i-tamash-eb-d-i-t]  | ვითამაშებდეთ v-[i-tamash-eb-d-e-t]  |
| III pl   | ვთამაშობენ v-[tamash-ob-en] | ვთამაშობდნენ v-[tamash-ob-d-nen] | ვთამაშობდნენ v-[tamash-ob-d-nen] | ვითამაშებენ v-[i-tamash-eb-en] | ვითამაშებდნენ v-[i-tamash-eb-d-nen] | ვითამაშებდნენ v-[i-tamash-eb-d-nen] |

## Serie dell'aoristo
L'aoristo prende il marcatore dello screeve -e alle I e II persone, il suffisso -a alla III s e -es alla III pl; l'ottativo è caratterizzato dal marcatore dello screeve -o, con -s alla III s e -n alla III pl.
|           | Aoristo  | Aoristo    |            | Ottativo   | Ottativo   |
| Singolare | Plurale  | Singolare  | Plurale    |            |            |
| --------- | -------- | ---------- | ---------- | ---------- | ---------- |
| I         | v ⎯⎯⎯⎯ e | v ⎯⎯⎯⎯ e-t |            | v ⎯⎯⎯⎯ o   | v ⎯⎯⎯⎯ o-t |
| II        | v ⎯⎯⎯⎯ e | v ⎯⎯⎯⎯ e-t | v ⎯⎯⎯⎯ o   | v ⎯⎯⎯⎯ o-t |            |
| III       | v ⎯⎯⎯⎯ a | v ⎯⎯⎯⎯ es  | v ⎯⎯⎯⎯ o-s | v ⎯⎯⎯⎯ o-n |            |

In altre parole, si tratta dei circonfissi deboli di 1ᵃ classe, usati nei verbi in -eb a radice vocalica; la serie II di 3ᵃ classe viene modellata su questi ultimi (si confronti Verbi georgiani di 1ᵃ classe#Serie dell'aoristo). Esiste tuttavia un unico verbo di 3ᵃ classe, გრძნობს [grdzn-ob-s] "(si) sente", che prende i circonfissi forti (si veda #Il verbo "sentire").
La tabella che segue mostra la serie dell'aoristo di თამაშობს [tamash-ob-s] "gioca".
|        | Aoristo                    | Ottativo                   |
| ------ | -------------------------- | -------------------------- |
| I s    | ვითამაშე [v-i-tamash-e]    | ვითამაშო [v-i-tamash-o]    |
| II s   | ვითამაშე v-[i-tamash-e]    | ვითამაშო v-[i-tamash-o]    |
| III s  | ვითამაშა v-[i-tamash-a]    | ვითამაშოს v-[i-tamash-o-s] |
| I pl   | ვითამაშეთ [v-i-tamash-e-t] | ვითამაშოთ [v-i-tamash-o-t] |
| II pl  | ვითამაშეთ v-[i-tamash-e-t] | ვითამაშოთ v-[i-tamash-o-t] |
| III pl | ვითამაშეს v-[i-tamash-es]  | ვითამაშონ v-[i-tamash-o-n] |

## Serie del perfetto
Come la serie II, così anche la serie III prende gli stessi circonfissi dei verbi in -eb di 1ᵃ classe a radice vocalica. Poiché però i verbi di 3ᵃ classe sono intransitivi, cioè privi di OD, all'applicazione dell'inversione non fa seguito l'applicazione dell'inaccusativo. Ne consegue che gli screeve della serie III sono, di fatto, monovalenti; all'assenza di S finale corrisponde un marcatore vuoto alla III singolare, secondo le regole sulla concordanza verbale.
Nel perfetto si utilizzano quindi i circonfissi che seguono.
- OIS prende la serie u- di marcatori;
- l'ipotetico SOD prende il marcatore dello screeve -i e il suffisso di III persona -a.

|           | OIS       | OIS         |  | (SOD)    |
| Singolare | Plurale   |             |  | (SOD)    |
| --------- | --------- | ----------- |  | -------- |
| I         | gm-i ⎯⎯⎯⎯ | gv-i ⎯⎯⎯⎯   |  | ⎯⎯⎯⎯ i-a |
| II        | mg-i ⎯⎯⎯⎯ | vg-i ⎯⎯⎯⎯ t |  | ⎯⎯⎯⎯ i-a |
| III       | gmu ⎯⎯⎯⎯  | gvu ⎯⎯⎯⎯ t  |  | ⎯⎯⎯⎯ i-a |

Nel piuccheperfetto si utilizzano i circonfissi che seguono.
- OIS prende la serie e- di marcatori;
- l'ipotetico SOD prende il suffisso di III persona -a (ricavato dal suffisso della III s dell'aoristo).

|           | OIS       | OIS         |  | (SOD)  |
| Singolare | Plurale   |             |  | (SOD)  |
| --------- | --------- | ----------- |  | ------ |
| I         | gm-e ⎯⎯⎯⎯ | gv-e ⎯⎯⎯⎯   |  | ⎯⎯⎯⎯ a |
| II        | mg-e ⎯⎯⎯⎯ | vg-e ⎯⎯⎯⎯ t |  | ⎯⎯⎯⎯ a |
| III       | gm-e ⎯⎯⎯⎯ | gv-e ⎯⎯⎯⎯ t |  | ⎯⎯⎯⎯ a |

Sia nel perfetto sia nel piuccheperfetto la pluralità di OIS è sempre indicata dal morfema -t, poiché l'ipotetico SOD è alla III singolare.
La tabella che segue mostra la serie del perfetto di თამაშობს [tamash-ob-s] "gioca".
|        | Perfetto                            | Piuccheperfetto                  |
| ------ | ----------------------------------- | -------------------------------- |
| I s    | ვმითამაშ(ნ)ია m-i-tamash-(n-)i-a    | ვმეთამაშ(ნ)ა m-e-tamash-(n-)a    |
| II s   | ვგითამაშ(ნ)ია g-i-tamash-(n-)i-a    | ვგეთამაშ(ნ)ა g-e-tamash-(n-)a    |
| III s  | გვუთამაშ(ნ)ია i-u-tamash-(n-)i-a    | გვეთამაშ(ნ)ა g-e-tamash-(n-)a    |
| I pl   | გვითამაშ(ნ)ია gv-i-tamash-(n-)i-a   | გვეთამაშ(ნ)ა gv-e-tamash-(n-)a   |
| II pl  | ვგითამაშ(ნ)იათ g-i-tamash-(n-)i-a-t | ვგეთამაშ(ნ)ათ g-e-tamash-(n-)a-t |
| III pl | გვუთამაშ(ნ)იათ i-u-tamash-(n-)i-a-t | გვეთამაშ(ნ)ათ g-e-tamash-(n-)a-t |

## Forme indefinite
La costruzione delle forme indefinite di 3ᵃ classe è poco sistematica. In generale, il masdar e i participi si ottengono aggiungendo dei circonfissi derivativi al tema del presente (se però il verbo è suppletivo, può comparire anche una radice non utilizzata al presente). Spesso il participio privativo manca del tutto, talvolta anche quello perfetto; negli altri casi i circonfissi possibili sono molto numerosi. La tabella che segue riporta quelli più comuni.
| Participio: | Circonfissi                                        |
| ----------- | -------------------------------------------------- |
| Attivo      | m ⎯⎯⎯⎯ m ⎯⎯⎯⎯ (i)are/(i)ale m ⎯⎯⎯⎯ ar/al mo ⎯⎯⎯⎯ e |
| Futuro      | sa ⎯⎯⎯⎯ sa ⎯⎯⎯⎯ o sa ⎯⎯⎯⎯ ar/al sa ⎯⎯⎯⎯ el         |
| Perfetto    | na ⎯⎯⎯⎯ na ⎯⎯⎯⎯ ar/al na ⎯⎯⎯⎯ ev                   |
| Privativo   | u ⎯⎯⎯⎯ el                                          |
| Masdar      | m ⎯⎯⎯⎯ a m ⎯⎯⎯⎯ Ø m ⎯⎯⎯⎯ il m ⎯⎯⎯⎯ ol-a            |

Le varianti -(i)ale e -al si utilizzano quando è presente una r nella radice, per dissimilazione.
A tutti i suffissi in consonante seguono le desinenze dei temi in consonante, in particolare la -i al NOM; lo stesso vale per i masdar asuffissali.
Nel caso del masdar, è possibile tracciare delle regole di massima. I verbi in -Ø, -ob e -av seguono spesso il modello di 1ᵃ classe (si confronti Verbi georgiani di 1ᵃ classe#Masdar): tendono cioè a prendere il suffisso -a, con la sincope -av → -v (ad es. ყეფს [q'ep-s] "abbaia" → ყეფა [q'ep-a]; ცურავს [tsur-av-s] "nuota" → ცურვა [tsur-v-a]; მუშაობს [musha-ob-s] "lavora" → მუშაობა [musha-ob-a]). I verbi in -i hanno spesso il suffisso -il (ad es. ტირის [t'ir-i-s] "piange" → ტირილი [t'ir-il-i]); quelli in -eb generalmente eliminano il suffisso tematico e hanno il masdar in consonante (con suffisso -i al NOM, ad es. ტრიალებს [t'rial-eb-s] "ruota" → ტრიალი [t'rial-Ø-i]).
| Suff.tem. | Masdar (forma più frequente) |
| --------- | ---------------------------- |
| -Ø        | mm RAD + a                   |
| -eb       | mm RAD                       |
| -ob       | mm RAD + ob + a              |
| -av       | mm RAD + v + a               |
| -i        | mm RAD + il + i              |

Quelle appena descritte non sono però regole assolute; molti verbi se ne discostano e hanno formazioni irregolari. Alcuni esempi sono:
- დუღს [dugh-s] "bolle" → დუღილი [dugh-il-i] (in -Ø con suffisso -il);
- ლაპარაკობს [lap'arak'-ob-s] "parla" → ლაპარაკი [lap'arak'-i] (in -ob con suffisso -i);
- ცხოვრობს [tskhovr-ob-s] "vive" → ცხოვრება [tskhovr-eb-a] (sostituzione -ob → -eb);
- ქადაგებს [kadag-eb-s] "predica" → ქადაგება [kadag-eb-a] (ritenzione di -eb).

## Particolarità ed eccezioni

### Suppletivismo
Un certo numero di verbi di 3ª classe utilizzano due radici, una nella sottoserie del presente e un'altra altrove. La seconda radice è ottenuta ampliando o modificando lievemente la prima. Alcuni esempi comuni sono:
- ქრის [kr-i-s] "(il vento) soffia" → fut. იქროლებს [i-krol-eb-s];
- ჩივის [chiv-i-s] "si lamenta" → fut. იჩივლებს [i-chivl-eb-s];
- იბრძვის [i-brdzv-i-s] "lotta" → fut. იბრძოლებს [i-brdzol-eb-s];
- ისვრის [i-svr-i-s] "spara" → fut. ისროლებს [i-srol-eb-s];
- იღვწის [i-ghvts'-i-s] "lavora duramente" → fut. იღვაწებს [i-ghvats'-eb-s];
- მეცადინეობს [metsadine-ob-s] "studia" → fut. იმეცადინებს [i-metsadin-eb-s].

Nel verbo მუშაობს [musha-ob-s] "lavora" l'eliminazione del suffisso tematico -ob al futuro fa ricomparire la v finale della radice (ossia: fut. იმუშავებს [i-mushav-eb-s]).

### Verbi radicali in-en
La formazione dei temi nei verbi radicali con radice in -en differisce da quella regolare di 3ᵃ classe e subisce l'influsso di quella dei radicali in -en di 1ᵃ classe.
Il tema del futuro si forma aggiungendo la vocale preradicale i-, ma non il suffisso tematico -eb. Nella tema dell'aoristo la vocale della radice subisce apofonia e → i. Nella serie III il perfetto usa la radice del futuro e il piuccheperfetto quella dell'aoristo. Alcuni esempi sono:
- სტვენს [st'ven-s] "fischia" → fut. ისტვენს [i-st'ven-Ø-s], aor. ისტვინა [i-st'vin-a];
- ჰკბენს [h-k'ben-s] "morde qcn." → fut. უკბენს [u-k'ben-Ø-s], aor. უკბინა [u-k'bin-a];
- ფრენს [pren-s] "vola" → fut. იფრენს [i-pren-Ø-s], aor. იფრინა [i-prin-a] (in alternativa esiste anche il presente ფრინავს [prin-av-s]);
- სტკენს [s-t'k'en-s] "fa del male a qcn." → fut. ატკენს [a-t'k'en-Ø-s], aor. ატკინა [a-t'k'in-a] (con cambiamento anomalo della struttura preradicale).

Altri verbi sono suppletivi e adottano il modello in -en solo dalla sottoserie del futuro in poi, ad esempio:
- დის [di-s] "scorre" → fut. იდენს [i-den-s], aor. იდინა [i-din-a];
- ლხინობს [lkhin-ob-s] "è lieto" → fut. ილხენს [i-lkhen-s], aor. ილხინა [i-lkhin-a].

### Uso del preverbo
I verbi di 3ᵃ classe non usano mai il preverbo come marca perfettiva, come avviene nella 1ᵃ e nella 2ᵃ classe. Possono però prenderlo in tre contesti marginali.
1. L'aggiunta di un preverbo all'infuori della sottoserie del presente può indicare che l'azione è istantanea e avviene una volta sola - può cioè conferirle il cosiddetto aspetto semelfattivo (ad es. იყვირებს [i-q'vir-eb-s] "urlerà" → დაიყვირებს [da=i-q'vir-eb-s] "si farà sfuggire un urlo").
2. L'aggiunta del preverbo ts'a-, sempre all'infuori della sottoserie del presente, indica che l'azione si protrae per un breve periodo di tempo (ad es. იმღერებს [i-mgher-eb-s] "canterà" → წაიმღერებს [ts'a=i-mgher-eb-s] "canterà per un po'").
3. Soltanto nella sottoserie del presente i verbi che esprimono movimento o emissione di suono possono essere combinati con i preverbi mo- e mi- con significato orientazionale o con da- con significato adirezionale (ad es. ყვირის [q'vir-i-s] "urla" → მოყვირის [mo=q'vir-i-s] "viene qui urlando", მიყვირის [mi=q'vir-i-s] "va là urlando", დაყვირის [da=q'vir-i-s] "va in giro urlando").

Il preverbo assume inoltre significato direzionale/orientazionale nei verbi di corsa (si veda #I verbi di corsa).

## Verbi irregolari
Alla 3ᵃ classe appartengono alcuni importanti verbi irregolari:
- i verbi di corsa come მორბის [mo=rb-i-s] "corre qui";
- გრძნობს [grdzn-ob-s] "(si) sente";
- il verbo di moto pluridirezionale დადის [da=di-s] "va (senza direzione/regolarmente)"

Quest'ultimo è fortemente suppletivo e ha una coniugazione anomala.

### I verbi di corsa
Il georgiano dispone di una quindicina di verbi che rendono la nozione di "correre". Similmente al gruppo dei verbi di moto (si veda Verbi georgiani di 2ᵃ classe#I verbi di moto), i verbi di corsa seguono tutti la stessa coniugazione e si distinguono per il preverbo, che conserva la sua valenza originaria di marcatore della direzione e dell'orientazione dell'azione (ad es. მორბის [mo=rb-i-s] "corre qui", შერბის [she=rb-i-s] "corre dentro" e così via; si veda anche Verbi georgiani#Preverbo). Il preverbo viene aggiunto in tutti gli screeve, con due eccezioni:
- ts'a-, che produce il significato di "correre avanti", viene aggiunto solo al di fuori della sottoserie del presente;
- da-, che produce il significato di "correre in giro", viene aggiunto solo nella sottoserie del presente, mentre gli altri screeve restano privi di preverbo (ossia: დარბის [da=rb-i-s] → ირბენს [Ø=i-rben-s]).[17]

Le radici utilizzate sono due: -rb- nella sottoserie del presente e -rben- altrove. La coniugazione è lievemente anomala.
- Il presente ha il suffisso tematico -i; il soggetto è marcato con il gruppo v- con l'ausiliare al presente e con suffissi di III persona -s e -an.

|     | Singolare   | Singolare              | Plurale       | Plurale                  |
| --- | ----------- | ---------------------- | ------------- | ------------------------ |
| I   | v ⎯⎯⎯⎯ var  | -ვრბივარ [=v-rb-i-var] | v ⎯⎯⎯⎯ var-t  | -ვრბივართ [=v-rb-i-vart] |
| II  | v ⎯⎯⎯⎯ khar | -რბიხარ [=rb-i-khar]   | v ⎯⎯⎯⎯ khar-t | -რბიხართ [=rb-i-khart]   |
| III | v ⎯⎯⎯⎯ s    | -რბის [=rb-i-s]        | v ⎯⎯⎯⎯ an     | -რბიან [=rb-i-an]        |

L'imperfetto -რბოდა [=rb-od-a] e il congiuntivo presente -რბოდეს [=rb-od-e-s] sono formati regolarmente dal presente eliminando -i e aggiungendo -od.
- Tutti gli altri screeve si formano dalla radice ampliata -rben- secondo il modello dei radicali in -en (si veda sopra #Verbi radicali in ''-en''). Il futuro è quindi -ირბენს [=i-rben-s], l'aoristo -ირბინა [=i-rbin-a] (con apofonia e → i) e il perfetto -ურბენია [=u-rben-i-a].

Il paradigma completo a meno del preverbo è illustrato nella tabella che segue. Le forme senza trattino non possono prendere il preverbo.
|           | Screeve                | Screeve                | Screeve                                     |                                                | Participi                    | Participi |
| Serie I   | Presente               | Imperfetto             | Cong. presente                              | Attivo                                         | Futuro                       |           |
| --------- | ---------------------- | ---------------------- | ------------------------------------------- | ---------------------------------------------- | ---------------------------- | --------- |
| Serie I   | -რბის [=rb-i-s]        | -რბოდა [=rb-od-a]      | -რბოდეს [=rb-od-e-s]                        | მარბენალი, -მრბენი [ma-rben-al-i], [=m-rben-i] | სარბენ(ალ)ი [sa-rben(-al)-i] |           |
| Serie I   | Futuro                 | Condizionale           | Cong. futuro                                | Perfetto                                       | Privativo                    |           |
| Serie I   | -ირბენს [=i-rben-s]    | -ირბენდა [=i-rben-d-a] | -ირბენდეს [=i-rben-d-e-s]                   | ნარბენი, -რბენილი [na-rben-i], [=rben-il-i]    | ×                            |           |
| Serie II  |                        | Aoristo                | Ottativo                                    | Masdar                                         | Masdar                       |           |
| Serie II  | -ირბინა [=i-rbin-a]    | -ირბინოს [=i-rbin-o-s] | სირბილი, (-)რბენა [si-rb-il-i], [(=)rben-a] | სირბილი, (-)რბენა [si-rb-il-i], [(=)rben-a]    |                              |           |
| Serie III |                        | Perfetto               | Piuccheperfetto                             |                                                |                              |           |
| Serie III | -ურბენია [=u-rben-i-a] | -ერბინა [=e-rbin-a]    |                                             |                                                |                              |           |

### Il verbo "sentire"
Il verbo გრძნობს [grdzn-ob-s] "(si) sente", "prova qcs." ha una coniugazione anomala al di fuori della sottoserie del presente.
- Il futuro si ottiene aggiungendo la vocale preradicale i- senza sostituire il suffisso tematico: იგრძნობს [i-grdzn-ob-s]. Da questa forma si ricavano il condizionale იგრძნობდა [i-grdzn-ob-d-a] e il congiuntivo presente იგრძნობდეს [i-grdzn-ob-d-e-s].
- All'aoristo prende i circonfissi forti e ha -o alla III singolare (si tratta dell'unico verbo di 3ª classe per ciascuna di queste proprietà). Viene inoltre inserita nella radice la vocale epentetica e nelle I e II persone. Il risultato è illustrato nella tabella che segue.

|     | Singolare | Singolare               | Plurale    | Plurale                    |
| --- | --------- | ----------------------- | ---------- | -------------------------- |
| I   | v ⎯⎯⎯⎯ i  | ვიგრძენი [v-i-grdzen-i] | v ⎯⎯⎯⎯ i-t | ვიგრძენით [v-i-grdzen-i-t] |
| II  | v ⎯⎯⎯⎯ i  | იგრძენი [i-grdzen-i]    | v ⎯⎯⎯⎯ i-t | იგრძენით [i-grdzen-i-t]    |
| III | v ⎯⎯⎯⎯ o  | იგრძნო [i-grdzn-o]      | v ⎯⎯⎯⎯ es  | იგრძნეს [i-grdzn-es]       |

L'ottativo იგრძნოს [i-grdzn-o-s] prende invece regolarmente i circonfissi deboli (la radice è basata sulla III s dell'aoristo, quindi è priva di epentesi).
- Il perfetto è regolare tranne per l'alterazione della radice, che subisce l'inserzione di una v epentetica, dando უგრძვნია [u-grdzvn-i-a]. Tale alterazione non si verifica invece al piuccheperfetto, nel quale però l'ipotetico SOD è indicato dallo stesso suffisso -o usato all'aoristo, dando ეგრძნო [e-grdzn-o].

Il paradigma completo del verbo, comprensivo delle forme indefinite, è illustrato nella tabella che segue.
|           | Screeve                 | Screeve                    | Screeve                       |                                | Participi                          | Participi |
| Serie I   | Presente                | Imperfetto                 | Cong. presente                | Attivo                         | Futuro                             |           |
| --------- | ----------------------- | -------------------------- | ----------------------------- | ------------------------------ | ---------------------------------- | --------- |
| Serie I   | გრძნობს [grdzn-ob-s]    | გრძნობდა [grdzn-ob-d-a]    | გრძნობდეს [grdzn-ob-d-e-s]    | მგრძნობიარე [m-grdzn-ob-iar-e] | საგრძნობ(ელ)ი [sa-grdzn-ob(-el)-i] |           |
| Serie I   | Futuro                  | Condizionale               | Cong. futuro                  | Perfetto                       | Privativo                          |           |
| Serie I   | იგრძნობს [i-grdzn-ob-s] | იგრძნობდა [i-grdzn-ob-d-a] | იგრძნობდეს [i-grdzn-ob-d-e-s] | ნაგრძნობი [na-grdzn-ob-i]      | უგრძნობელი [u-grdzn-ob-el-i]       |           |
| Serie II  |                         | Aoristo                    | Ottativo                      | Masdar                         | Masdar                             |           |
| Serie II  | იგრძნო [i-grdzn-o]      | იგრძნოს [i-grdzn-o-s]      | გრძნობა [grdzn-ob-a]          | გრძნობა [grdzn-ob-a]           |                                    |           |
| Serie III |                         | Perfetto                   | Piuccheperfetto               |                                |                                    |           |
| Serie III | უგრძვნია [u-grdzvn-i-a] | ეგრძნო [e-grdzn-o]         |                               |                                |                                    |           |

### Il verbo di moto pluridirezionale
Il verbo di moto დადის [da=di-s] è l'unico a richiedere la sintassi di 3ᵃ classe anziché quella di 2ᵃ. Oltre che nella sintassi, esso diverge dagli altri verbi di moto anche sul piano semantico e su quello morfologico (si confronti Verbi georgiani di 2ᵃ classe#I verbi di moto).
Il significato non è infatti quello di un movimento concreto, ma di "andare senza una direzione" oppure di "andare regolarmente", "frequentare". L'opposizione fra მიდის [mi=di-s] "va (adesso)" e დადის [da=di-s] "va (senza direzione/regolarmente)" è la stessa che intercorre fra i verbi unidirezionali e pluridirezionali russi (ad esempio nella coppia идти/ходить "andare").
Il verbo fa uso di tre radici diverse: -di- nella sottoserie del presente, -vl- in quella del futuro e nella serie del perfetto, -ar- nella serie dell'aoristo. Il preverbo da- è usato solo nella sottoserie del presente e nelle forme indefinite.
- La sottoserie del presente segue la coniugazione dei verbi di moto di 2ᵃ classe. L'imperfetto è დადიოდა [da=di-od-a] e il congiuntivo presente è დადიოდეს [da=di-od-e-s]. Il presente aggiunge alla radice i soli marcatori del gruppo v- con l'ausiliare al presente e con suffissi di III persona -s e -an, come illustrato nella tabella che segue.

|     | Singolare   | Singolare              | Plurale       | Plurale                  |
| --- | ----------- | ---------------------- | ------------- | ------------------------ |
| I   | v ⎯⎯⎯⎯ var  | დავდივარ [da=v-di-var] | v ⎯⎯⎯⎯ var-t  | დავდივართ [da=v-di-vart] |
| II  | v ⎯⎯⎯⎯ khar | დადიხარ [da=di-khar]   | v ⎯⎯⎯⎯ khar-t | დადიხართ [da=di-khart]   |
| III | v ⎯⎯⎯⎯ s    | დადის [da=di-s]        | v ⎯⎯⎯⎯ an     | დადიან [da=di-an]        |

- Il futuro prende regolarmente la vocale preradicale i-, ma con suff.tem. -i anziché -eb, dando ივლის [i-vl-i-s]. Nel condizionale e nel congiuntivo futuro il marcatore dell'imperfetto è -d anziché -od e il suffisso tematico viene ritenuto, dando rispettivamente ივლიდა [i-vl-i-d-a] e ივლიდეს [i-vl-i-d-e-s].
- La serie II è formata regolarmente dalla radice -ar-, con aoristo იარა [i-ar-a] e ottativo იაროს [i-ar-o-s].
- La serie III si basa sulla stessa radice -vl- della sottoserie del futuro. Il perfetto è regolarmente უვლია [u-vl-i-a]; il piuccheperfetto è invece ევლო [e-vl-o], con suffisso -o anziché -a (lo stesso suffisso dei verbi di 1ᵃ classe a radice consonantica in -eb/-ob; si veda Verbi georgiani di 1ᵃ classe#Serie dell'aoristo).

Il paradigma completo del verbo, comprensivo delle forme indefinite, è illustrato nella tabella che segue.
|           | Screeve          | Screeve              | Screeve                          |                                  | Participi                     | Participi |
| Serie I   | Presente         | Imperfetto           | Cong. presente                   | Attivo                           | Futuro                        |           |
| --------- | ---------------- | -------------------- | -------------------------------- | -------------------------------- | ----------------------------- | --------- |
| Serie I   | დადის [da=di-s]  | დადიოდა [da=di-od-a] | დადიოდეს [da=di-od-e-s]          | დამვლელი [da=m-vl-el-i]          | (და)სავლელი [(da=)sa-vl-el-i] |           |
| Serie I   | Futuro           | Condizionale         | Cong. futuro                     | Perfetto                         | Privativo                     |           |
| Serie I   | ივლის [i-vl-i-s] | ივლიდა [i-vl-i-d-a]  | ივლიდეს [i-vl-i-d-e-s]           | დავლილი [da=vl-il-i]             | დაუვლელი [da=u-vl-el-i]       |           |
| Serie II  |                  | Aoristo              | Ottativo                         | Masdar                           | Masdar                        |           |
| Serie II  | იარა [i-ar-a]    | იაროს [i-ar-o-s]     | სიარული, ვლა [si-ar-ul-i], [vla] | სიარული, ვლა [si-ar-ul-i], [vla] |                               |           |
| Serie III |                  | Perfetto             | Piuccheperfetto                  |                                  |                               |           |
| Serie III | უვლია [u-vl-i-a] | ევლო [e-vl-o]        |                                  |                                  |                               |           |

## Tipi derivazionali: denominativi
I denominativi di 3ᵃ classe si possono suddividere in due sottofamiglie:
- quelli con il significato di "fare ciò che ... di solito fa", "comportarsi come...", "lavorare come...", dove i puntini stanno per la forma nominale da cui si costruiscono; possono essere ricavati da aggettivi (ad es. მეტიჩარი [met'ichari] "vanitoso" → მეტიჩრობს [met'ichØr-ob-s] "si dà delle arie") o da sostantivi (ad es. ექიმი [ekimi] "medico" → ექიმობს [ekim-ob-s] "fa di lavoro il medico");[27]
- quelli che indicano l'attività regolarmente associata a un sostantivo, spesso astratto (ad es. საუზმე [sauzme] "colazione" → საუზმობს [sauzm-ob-s] "fa colazione"; ბოდიში [bodishi] "scusa" → ბოდიშობს [bodish-ob-s] "si scusa").

Nel primo gruppo il tema del presente si ottiene sempre aggiungendo al tema della forma nominale il suffisso tematico -ob. Ciò avviene tipicamente anche nel secondo gruppo, tranne per pochi verbi che prendono il doppio suffisso -a(v)-ob: l'elemento -av viene accorpato alla radice e la v cade davanti alla o nella sottoserie del presente, ma viene ripristinata altrove (ad es. ბურთი [burti] "palla" → ბურთაობს [burt(-)a-ob-s] "gioca a palla", fut. იბურთავებს [i-burt(-)av-eb-s]).
In entrambi i gruppi i sostantivi con declinazione troncante o con sincope subiscono il troncamento o la sincope anche nel verbo denominativo (si veda anche Grammatica georgiana#Sostantivi).